# خواكين أفيلا
خواكين أفيلا (بالإنجليزية: Joaquin Avila)‏ هو محامي أمريكي، ولد في 23 يونيو 1948، وتوفي في 9 مارس 2018 بسبب سرطان.